# Alexandra Munteanu
Alexandra Munteanu (Brașov, 31 gennaio 1980) è un'ex sciatrice alpina statunitense naturalizzata rumena dalla stagione 2000-2001.

## Biografia
Pur essendo nata in Romania, la Munteanu iniziò la sua attività agonistica, nel gennaio del 1996, negli Stati Uniti, nei quadri della New York Ski Education Foundation e della Montana State University; in Nor-Am Cup esordì il 26 gennaio 1997 a Sugarloaf in supergigante (17ª) e conquistò l'unico podio il 10 febbraio 1998 a Crested Butte nella medesima specialità (2ª).
Ai Mondiali di Sankt Anton am Arlberg 2001, sua unica presenza iridata, si classificò 39ª nel supergigante e non completò la discesa libera e lo slalom gigante; sempre nel 2001 esordì in Coppa del Mondo, il 21 novembre a Copper Mountain in slalom gigante senza completare la prova, e pochi giorni dopo disputò a  Lake Louise le altre sue tre gare nel massimo circuito internazionale, le discese libere del 29 e del 30 novembre e il supergigante del 1º dicembre, piazzandosi rispettivamente al 57º, al 59º e al 57º posto. Ai XIX Giochi olimpici invernali di Salt Lake City 2002, sua unica presenza olimpica, si iscrisse a tutte le gare in programma: fu 33ª nella discesa libera, 29ª nel supergigante, 41ª nello slalom gigante, 22ª nella combinata e non prese il via nello slalom speciale; si ritirò durante la stagione 2005-2006 e la sua ultima gara fu un supergigante FIS disputato il 24 gennaio a Big Sky.

## Palmarès

### Nor-Am Cup
- Miglior piazzamento in classifica generale: 16ª nel 2002
- 1 podio:
  - 1 secondo posto

### South American Cup
- Miglior piazzamento in classifica generale: 4ª nel 2001
- 1 podio:
  - 1 vittoria

#### South American Cup - vittorie
| Data           | Località     | Paese | Specialità |
| -------------- | ------------ | ----- | ---------- |
| 24 agosto 2000 | Valle Nevado | Cile  | GS         |

Legenda:

GS = slalom gigante